# LOOP CHILD
LOOP CHILD（ループチャイルド）は、日本のロックバンド。所属レコード会社はテイチクエンタテインメント。所属事務所はクリアスカイコーポレーション。

## 来歴
2003年、ボーカルの柴野真理子が専門学校の仲間とバンド活動を始める。2005年3月「しばのまり子」としてインディーズデビュー。1枚のシングル、2枚のアルバムをリリースするなど活動を広げた後、2009年6月バンド名を「LOOP CHILD」へと改名。2010年1月に現在のメンバーとなり、同年9月インペリアルレコードから、1stアルバム「EVER」でメジャーデビューした。

## メンバー

### 現メンバー
- 柴野 真理子（しばの まりこ、1984年3月16日 - ）ボーカル、ギター。栃木県那須郡南那須町（現・那須烏山市）出身。

作新学院高等部時代は吹奏楽部に所属。ほとんどの楽曲の作詞・作曲を手がける。「しばのまり子」結成時からの唯一のオリジナルメンバー。

### 元メンバー
- 佐藤 シンゴ（さとう しんご、4月1日 - ）ドラム。千葉県市川市出身。

結成当初のメンバーで、リーダーだった。2006年12月脱退。
- 仁（じん）ギター。福島県出身。

結成当初のメンバー。なお、2009年6月2日付オフィシャルブログに「自分はこの文章をもって表に出るのは最後となります」と発表、脱退。
現在ステージには立たないがライブには顔を出している。
- 実石 昌也（じついし まさや、9月5日 - ）ドラム。静岡県焼津市出身。

柴野とは学生時代からの知人。2007年4月、メンバーとして加入。2014年3月を以って脱退。
- 沼能 友樹（ぬまのう ともき、11月10日 - ）ギター、コーラス。神奈川県出身。

サポートメンバーとして参加していたが、2010年1月、正式メンバーとして加入。ベースの篠崎とは高校時代からの友人。2016年4月を以て脱退。脱退後は、「Numa」という名義でEveなどのアーティストの楽曲の編曲に携わっている。
- 篠崎 哲也（しのざき てつや、6月21日 - ）ベース、コーラス。宮城県生まれ、神奈川県育ち。

デビュー時よりサポートベーシストを務める。2007年4月、正式メンバーとして加入。2019年6月までリーダーであった。2019年6月を以て脱退

## 履歴
- 2003年：春に結成。ボーカル柴野真理子の地元栃木のストリートライブ、ライブハウスを中心に活動。
- 2005年：3月、「嗤うヌケガラ」でインディーズデビュー。
- 2005年：4月、RADIO BERRY（FM栃木）にて「しばのまり子んち」（毎週火曜20:30～）レギュラースタート。
- 2006年：4月、テレビ東京系「魔弾戦記リュウケンドー」2ndエンディングテーマに「ビューティフル」が決定。
- 2006年：4月、テレビ東京系「魔弾戦記リュウケンドー」4thエンディングテーマに「ずっとずっとずっと」が決定。
- 2006年：12月、ドラムの佐藤シンゴが脱退。サポートドラマーを迎え、活動は継続する。
- 2007年：3月、テレビ埼玉「浦和レッズスーパーマッチ」エンディングテーマに「キミダケノ世界」が決定。
- 2007年：4月、新メンバーとして篠崎哲也（ベース）実石昌也（ドラム）が加入。
- 2007年：4月、TBS系全国ネット「どうぶつ奇想天外!」エンディングテーマに「はじまりのうた」が決定。
- 2007年：4月、アイスホッケー女子日本代表チームオフィシャル応援ソングに「アイコトバ」が決定。
- 2009年：6月、ギターの仁が脱退。再始動と同時にバンド名を「LOOP CHILD」に改名。
- 2010年：1月、ギターの沼能友樹が加入し、再び4人体制となる。
- 2010年：1月、日本テレビ系の音楽番組「音龍門～MUSIC DRAGON GATE～」で2週に渡って取り上げられる。
- 2010年：3月、NACK5「The Nutty Radio Show 鬼玉」内でラジオのレギュラースタート。
- 2010年：7月、K-MIX「LOOP CHILDの緑音」レギュラースタート。
- 2010年：9月8日、1stアルバム「EVER」でメジャーデビュー。
- 2011年：3月2日、2ndアルバム「i color」をリリース。
- 2011年：10月5日、1stシングル「もう一度、ただいまって聞きたくて」をリリース。
- 2011年：12月8日、レコ発ワンマンライブ＠チェルシーホテル(渋谷)
- 2012年：10月27日、2ndシングル「タカラモノ」をリリース。
- 2012年：10月、つながるーぷインストアライブスタート（全25箇所実施）
- 2013年、ワンマンライブ＠渋谷duoMUSICEXCHANGE
- 2013年：6月14日、3rdアルバム「to.」をリリース。
- 2013年：6月、2回目のつながる―ぷインストアライブツアースタート（全34箇所実施）
- 2013年：9月22日、ワンマンライブ＠渋谷duoMUSICEXCHANGE
- 2014年：4月、ドラムの実石昌也が脱退。3人での新体制で始動。
- 2014年：4月16日、3rdシングル「アマジーグ」をリリース。
- 2014年：4月、3回目のつながる―ぷインストアライブツアーが開催。
- 2014年：12月28日、初のホールワンマンライブをさいたま市文化センターで開催。
- 2016年：4月、ギターの沼能友樹が脱退し、2人体制となる。
- 2019年：6月、篠崎の脱退によりソロプロジェクトとなる。
- 2023年：9月、7年ぶりとなるフルアルバム「ツナガループ2」リリース。

## ディスコグラフィー

### シングル
|                               | 発売日         | タイトル                         | 規格番号  | 収録楽曲 |
| ----------------------------- | -------------- | -------------------------------- | --------- | --- |
| 1stシングル【エンハンスドCD】 | 2011年10月5日  | もう一度、ただいまって聞きたくて | TECI-239  | 1.もう一度、ただいまって聞きたくて 2.きえないで 3.ever -acoustic ver.- 4.もう一度、ただいまって聞きたくて -Back Track- 5.もう一度、ただいまって聞きたくて (MUSIC CLIP)                                                                                    |
| 2ndシングル                   | 2012年10月27日 | タカラモノ                       | LECR-1014 | 1.タカラモノ 2.手をつなごう 3.１２月の風 4.タカラモノ -Back Track- 5.手をつなごう -Special Mix- |
| 3rdシングル                   | 2014年4月16日  | アマジーグ                       | LECR-1017 | 1.アマジーグ 2. flag「アルディージャエキサイトマッチ」エンディングテーマ 3.タカラモノ ~Acoustic duo ver~ |
| 4                             | 2014年11月12日 | その手                           | LECR-1018 | - 01. その手 - 02. ヒラリフワリキミニ - 03. 声 〜Instore Live ver〜 |
| 5                             | 2015年6月24日  | 世界一のsmile                    | LECR-1021 | - 01. 世界一のsmile＜サイエンスホームイメージソング＞ - 02. NEXT＜FM NACK5 SPO-NOWエンディングテーマ / FM NACK5 SUNDAY LIONSエンディングテーマ＞ - 03. 声をきかせて＜平成26年度静岡県人権啓発広報テーマソング＞ - 04. 全力未来＜大学フェア2015 CMソング＞ |
| 6                             | 2015年12月23日 | あと少し もう少しで              | LECR-1024 | - 01. あと少し もう少しで - 02. キミと -10to10ver.- - 03. 世界一のsmile -Winter Remix- |
| 7                             | 2016年8月10日  | 逢いたい                         | LECR-1027 | - 01. 逢いたい - 02. 言葉にならないアイラヴユー - 03. 向日葵 |

### アルバム
|             | 発売日         | タイトル      | 規格番号  | 収録楽曲 |
| ----------- | -------------- | ------------- | --------- | --- |
| 1stアルバム | 2010年9月8日   | EVER          | TECI-1285 | 1.凸凹ハート 2.ever 3.足あと 4.どこにいてもどんなときも 5.海と月 6.明日への架け橋 |
| 2ndアルバム | 2011年3月2日   | i color       | TECI-1300 | 1.この恋から 2.魔法のレシピ 3.モンスター症候群 4.evergreen（TBS系列「第60回記念別府大分毎日マラソン」番組イメージソング） 5.メーデー 6.愛をそっと |
| 3rdアルバム | 2013年6月14日  | to.           | LECR-1016 | 1.虹の鳥 2.あなたと 3.声 4.恋するオトメ 5.いいんじゃない？ |
| 4           | 2016年12月21日 | ツナガループ  | LECR-1028 | - 01. どこにいてもどんなときも - 02. 向日葵 - 03. うちに帰ろう - 04. 足あと - 05. 逢いたい - 06. NEXT - 07. なないろきっぷ - 08. 世界一のsmile - 09. 声をきかせて - 10. あなたと - 11. タカラモノ - 12. 手をつなごう - 13. 幸、あれ - 14. その手 - 15. 明日への架け橋     |
| 5           | 2017年9月6日   | HUMAN         | LECR-1031 | - 01. つぎはぎの夢 - 02. 美しき日々 - 03. 愛、愛、愛。 - 04. ハナウタ家族 - 05. カナシミ坂の上で |
| 6           | 2023年9月6日   | ツナガループ2 | LECR-1038 | - 01. ever - 02. Sunshine - 03. ひとつ - 04. I am - 05. 海と月 - 06. あと少し、もう少しで - 07. この恋から - 08. もう一度、ただいまって聞きたくて - 09. YOU&I - 10. めぐりめぐり - 11. アマジーグ（水） - 12. SadSmile - 13. 深呼吸 - 14. 美しき日々 - 15. この空のように |

### インディーズ（しばのまり子）
|          | 発売日        | タイトル       | 規格番号   | 収録楽曲 |
| -------- | ------------- | -------------- | ---------- | --- |
| アルバム | 2005年3月16日 | 嗤うヌケガラ   | GAGJ-0001  | 1.あたたかいうで 2.目に見えぬすべてのもの 3.騒 4.MIKE-GIRL 5.さびしい人格 6.現を撃て 7.RI・DA・TSU |
| シングル | 2006年5月17日 | ビューティフル | GTCR-05018 | 1.ビューティフル（テレビ東京「魔弾戦記リュウケンドー」2ndエンディングテーマ） 2.ずっとずっとずっと（テレビ東京「魔弾戦記リュウケンドー」4thエンディングテーマ） 3.ビューティフル "Princy Queency" 4.ビューティフル ~Instrumental~ |
| アルバム | 2007年8月8日  | しばまりのうた | GTCR-07003 | 1.はじまりのうた（TBS「どうぶつ奇想天外!」エンディングテーマ） 2.キミダケノ世界（テレビ埼玉「浦和レッズスーパーマッチ」エンディングテーマ） 3.ビューティフル（テレビ東京「魔弾戦記リュウケンドー」2ndエンディングテーマ） 4.キミと 5.赤と黒 6.このまま 7.uncontrol（PS2ゲーム「ネバーランド研究史」 主題歌） 8.JUMON 9.アイコトバ（アイスホッケー女子日本代表チームオフィシャル応援ソング/PSPゲーム「アストニシアストーリー」 主題歌） 10.ずっとずっとずっと（テレビ東京「魔弾戦記リュウケンドー」4thエンディングテーマ） 11.おやすみの時間 12.現代ファイター |

## 出演

### テレビ
| 放送局     | 番組名                          | 放送日        |
| ---------- | ------------------------------- | ------------- |
| 日本テレビ | 「音龍門～MUSIC DRAGON GATE～」 | 2010年1月9日  |
| 日本テレビ | 「音龍門～MUSIC DRAGON GATE～」 | 2010年1月16日 |
| 日本テレビ | 「音龍門～MUSIC DRAGON GATE～」 | 2010年9月6日  |
| 日本テレビ | 「ハッピーMusic」               | 2010年9月10日 |
| 日本テレビ | 「音龍門～MUSIC DRAGON GATE～」 | 2010年9月13日 |
| 日本テレビ | 「音龍門～MUSIC DRAGON GATE～」 | 2011年3月7日  |
| TBSテレビ  | 「ライブB」                     | 2011年3月29日 |

### ラジオ
| 放送局     | 番組名                                | 放送時間                                          |
| ---------- | ------------------------------------- | ------------------------------------------------- |
| K-MIX      | おとなたちの音楽 - 柴野のみ           | 日曜日21:30 - 22:00                               |
| K-MIX      | LOOP CHILDの緑音                      | 2010年7月3日 - 2011年3月26日・土曜日19:30 - 20:00 |
| FM NACK5   | HAPPY LOOP!N                          | 木曜日23:00 - 23:30                               |
| RadioBerry | LOOP CHILD しばまりの100%つながるーぷ | 2020年4月3日 - ・金曜日20:00 - 20:30              |

## その他
- 江口亮（Stereo Fabrication of Youth）

サウンドプロデュース
- AxSxE（NATSUMEN）

サウンドプロデュース
- 高梨臨

「この恋から」ミュージックビデオ出演
- 君嶋麻耶

「この恋から」ミュージックビデオ出演
- 平愛梨

「もう一度、ただいまって聞きたくて」ミュージックビデオ出演